# Hell (gruppo musicale)
Gli Hell sono un gruppo musicale heavy metal proveniente dal Derbyshire, fondato nel 1982 dai membri rimanenti delle band Paralex e Race Against Time. A causa di eventi spiacevoli, la band si sciolse originariamente nel 1987: in ogni caso è stata considerata molto all'avanguardia per la loro epoca ed è stata sovente citata come fonte d'ispirazione da molti musicisti e band famosi del genere. Sono tra l'altro stati uno dei primi gruppi ad applicare il trucco teatrale nei loro show, costituiti da un pulpito decorato con dei Gargoyles, insieme a spettacoli pirotecnici in cui si fa esplodere una Bibbia: ciò suscitò indignazione nel clero fin dal 1983, anno in cui la band iniziò a rendersi maggiormente visibile nel panorama musicale.
Anche se vennero in gran parte ignorati dai media e dalle case discografiche negli anni 1980, la loro musica divenne nota attraverso il fenomeno di condivisione di musicassette underground e la band ha raggiunto in seguito un certo status di culto.
Nel 2008 la band si riunisce ed ottiene un contratto discografico con la Nuclear Blast e, nel 2011, esce il loro primo album full-length, intitolato Human Remains. L'album balzò al 46º posto nelle classifiche tedesche dopo solo una settimana dalla pubblicazione.

## Storia del gruppo

### Gli esordi (1982-1987)

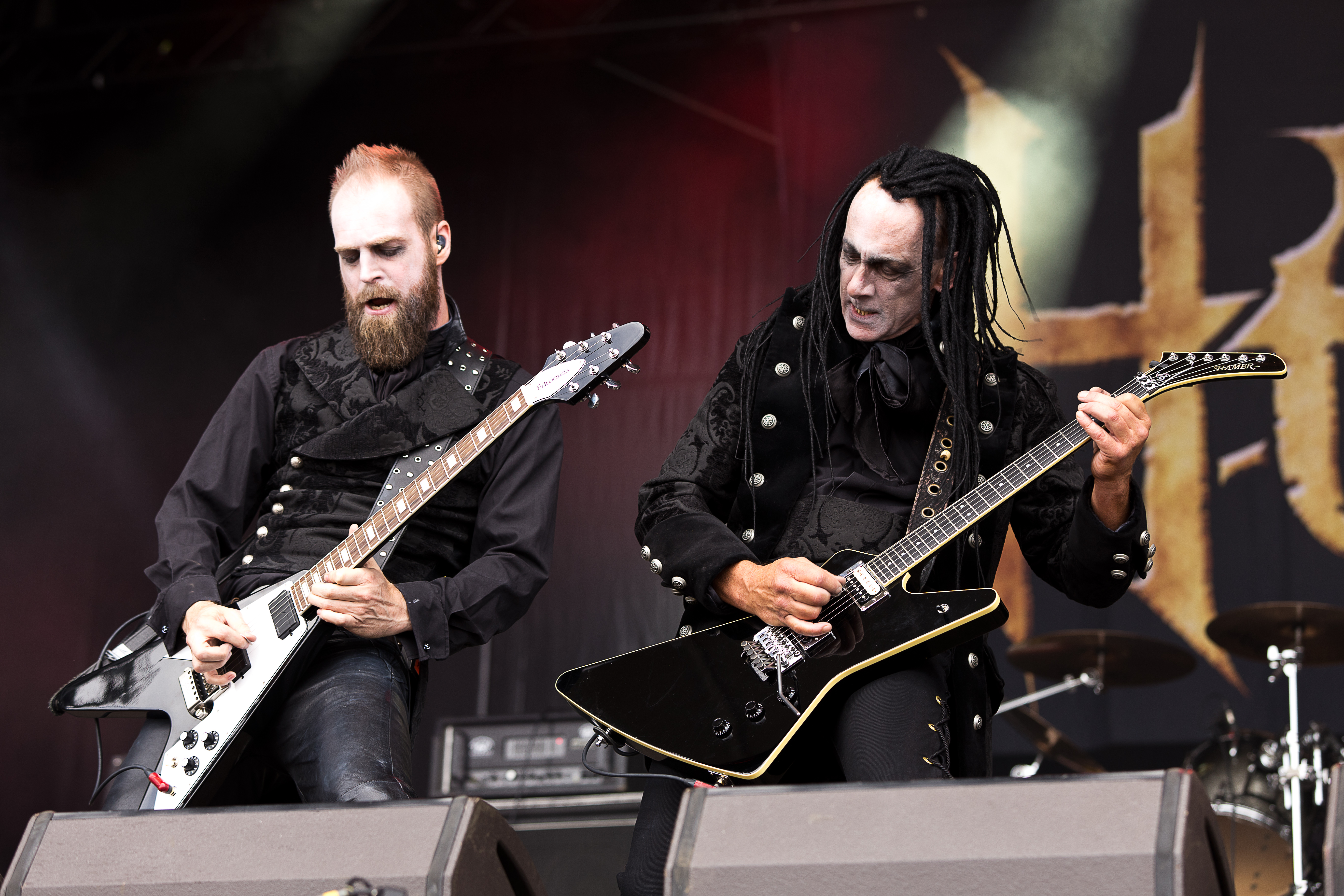
Andy Sneap e Kevin Bower

Gli Hell nacquero nel 1982, nel Derbyshire, Regno Unito. Firmarono un contratto per l'etichetta belga Mausoleum, ma due settimane prima della registrazione del loro album di debutto, l'etichetta cadde in bancarotta. Dopo ciò, Kev Bower lasciò la band. Fu per breve tempo sostituito da Sean Kelley, sebbene la band si sciolse poco dopo, cosa che portò al suicidio di Dave Halliday, per avvelenamento da monossido di carbonio.
Dave Halliday ha insegnato a Andy Sneap (che in seguito formerà la band heavy metal Sabbat) a suonare la chitarra e Sneap cita gli Hell come una delle sue principali influenze. Sneap successivamente è diventato un famoso produttore discografico, con oltre 100 album al suo attivo.

### La reunion (2008-2011)

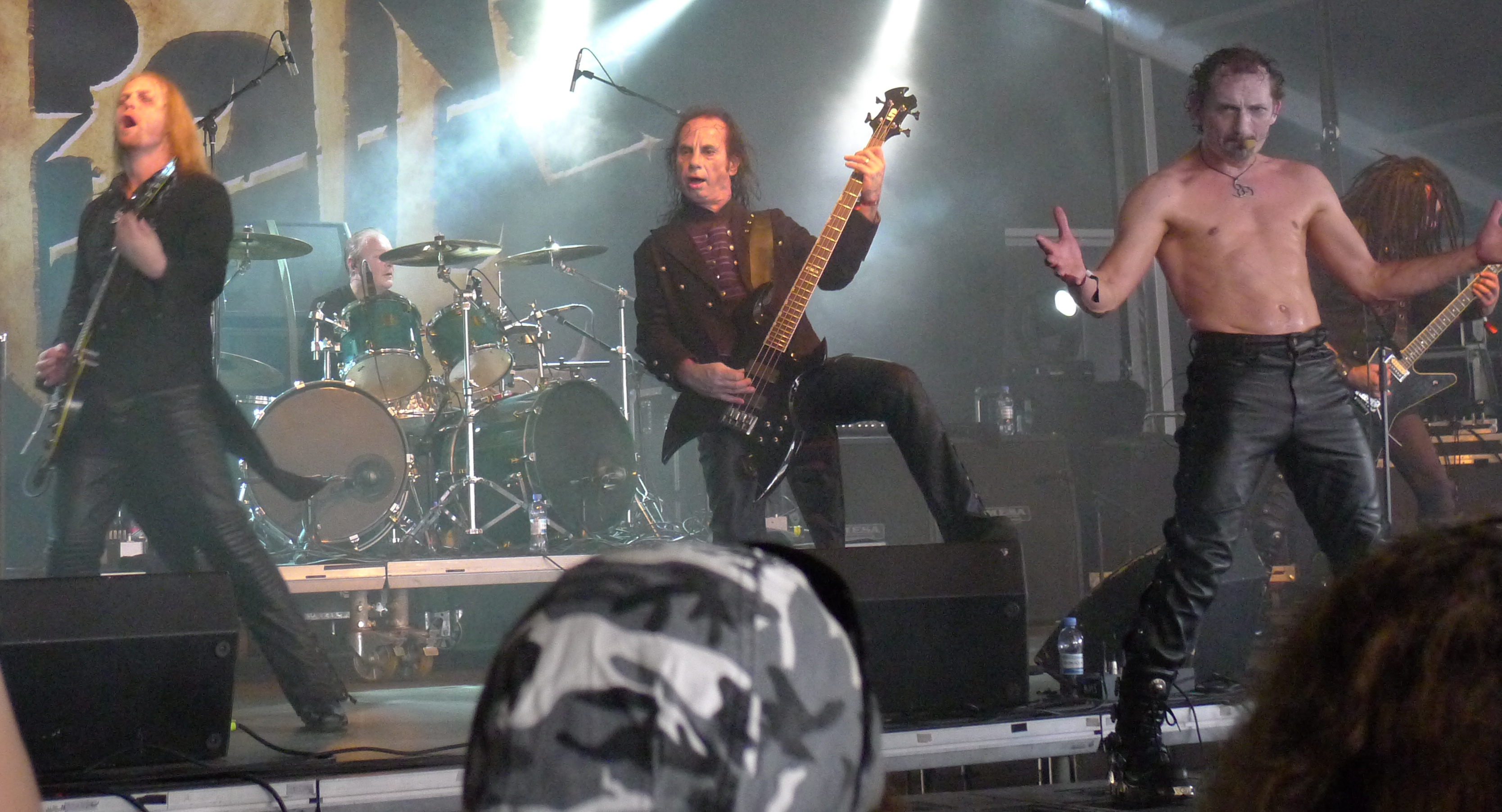
Gli Hell con David Bower

I restanti membri originali degli Hell si riunirono nel 2008 per registrare finalmente il loro album intitolato Human Remains. I membri dei Sabbat Martin Walkyier e Andy Sneap accettano quindi di suonare nell'album, per replicare la voce di Dave Halliday e le tracce di chitarra, con Sneap nelle vesti anche di produttore. Sebbene Walkyier completò la registrazione della voce per l'intero album, la band dichiarò che nessuno era realmente felice del risultato in quanto la voce di Walkyier era così caratteristica, e il risultato finale dava l'idea non di un album con una sua precisa identità, bensì di "una serie inedita di canzoni dei Sabbat". Il fratello David di Kev Bower (che è conosciuto come David Beckford nella sua carriera di attore teatrale e televisivo) è stato invitato a fare una voce fuori campo per la canzone Plague e Fyre e successivamente si unì alla band come cantante, ri-registrando tutto il materiale vocale. Sneap successivamente si unì alla band come secondo chitarrista in modo permanente.

### 2011
La nuova formazione così costituitasi, fece la sua prima apparizione dal vivo nel club MFN di Nottingham il 25 maggio 2011, suonando brani da Human Remains e anche il brano Bedtime dei Race Against the Time, in omaggio a David Halliday. A questo avvenimento seguirono immediatamente una serie copiosa di eventi in Europa e Inghilterra, tra cui il Metalfest Open Air in Svizzera, Germania e Austria, il Rockstad Falun in Svezia, il Download Festival in Gran Bretagna, il Tuska Open Air Metal Festival in Finlandia, il Summer Breeze Open Air in Germania e il Bloodstock Open Air in Gran Bretagna, per il quale hanno ricevuto il voto per "Migliore performance sul palco del 2011". La band chiuse quindi il 2011 suonando alla Sweden Rock Cruise, con il suo album Human Remains proclamato "Miglior album del 2011" e la sesta posizione nella classifica dei migliori album per la rivista Metal Hammer. L'album vantò inoltre diversi riconoscimenti come migliore album dell'anno per varie webzines, non ultimo il blog del Bloodstock Open Air Festival.

### 2012
Gli Hell aprirono il loro tour del 2012 con una comparsa come headliners al Hammerfest Festival a Prestatyn, nel Galles del Nord, ottenendo un prestigioso spazio come gruppo spalla degli Accept per tutto il loro tour europeo di supporto a Stalingrad (Brothers in Death), iniziato a Le Bataclan a Parigi il 6 aprile dello stesso anno. La band è anche stata nominata per il premio "Golden Gods" nella rivista Metal Hammer, nella categoria "Metal as a F*ck". Sono stati tenuti numerosi altri show in Europa, tra cui l'Hard Rock Festival nell'anfiteatro Gelsenkirchen: questo spettacolo è stato filmato e successivamente trasmesso dalla WDR TV nello show Rockpalast, tradizionale show televisivo tedesco. Gli show in Scandinavia compreesero apparizioni come headliners al Muskelrock e al festiva Metal Magic rispettivamente in Svezia e Danimarca, e un'apparizione in Svezia allo Sweden Rock Festival. La band apparve inoltre nella rivista Metal Hammer in Regno Unito nel luglio del 2012, in cui apparvero in un articolo di tre pagine. Il Tour del 2012 degli Hell comprese anche i loro primi concerti in Europa orientale al Masters of Rock in Repubblica Ceca e al Metalcamp in Slovenia, con apparizioni all'Alcatraz Festival in Belgio, allo Zwarte Cross nei Paesi Bassi e al festival Into The Grave nei Paesi Bassi. La band chiude l'anno con apparizioni come headliner a Dublino (Irlanda), in una festa cittadina a Molins de Rei vicino a Barcellona (Spagna), e suonò il suo ultimo show del 2012 al Rommelrock festival a Maasmechelen (Belgio), completando così il tour di Human Remains che vide la band esibirsi in non meno di 16 paesi diversi. Gli Hell entrano in studio verso la fine dell'anno per iniziare i lavori sul successore del loro album di debutto.

### 2013

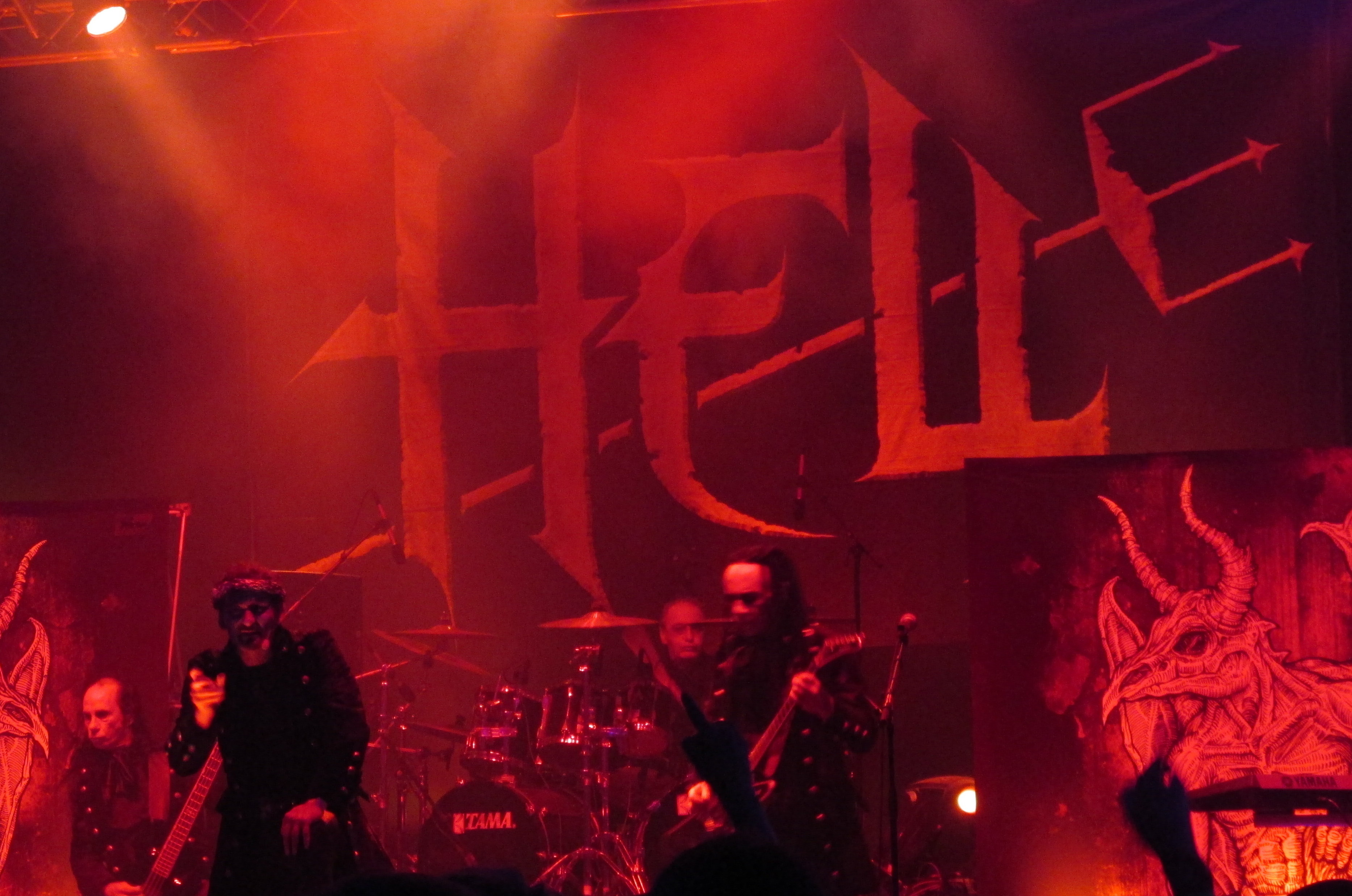
Gli Hell al Wacken Open Air 2014

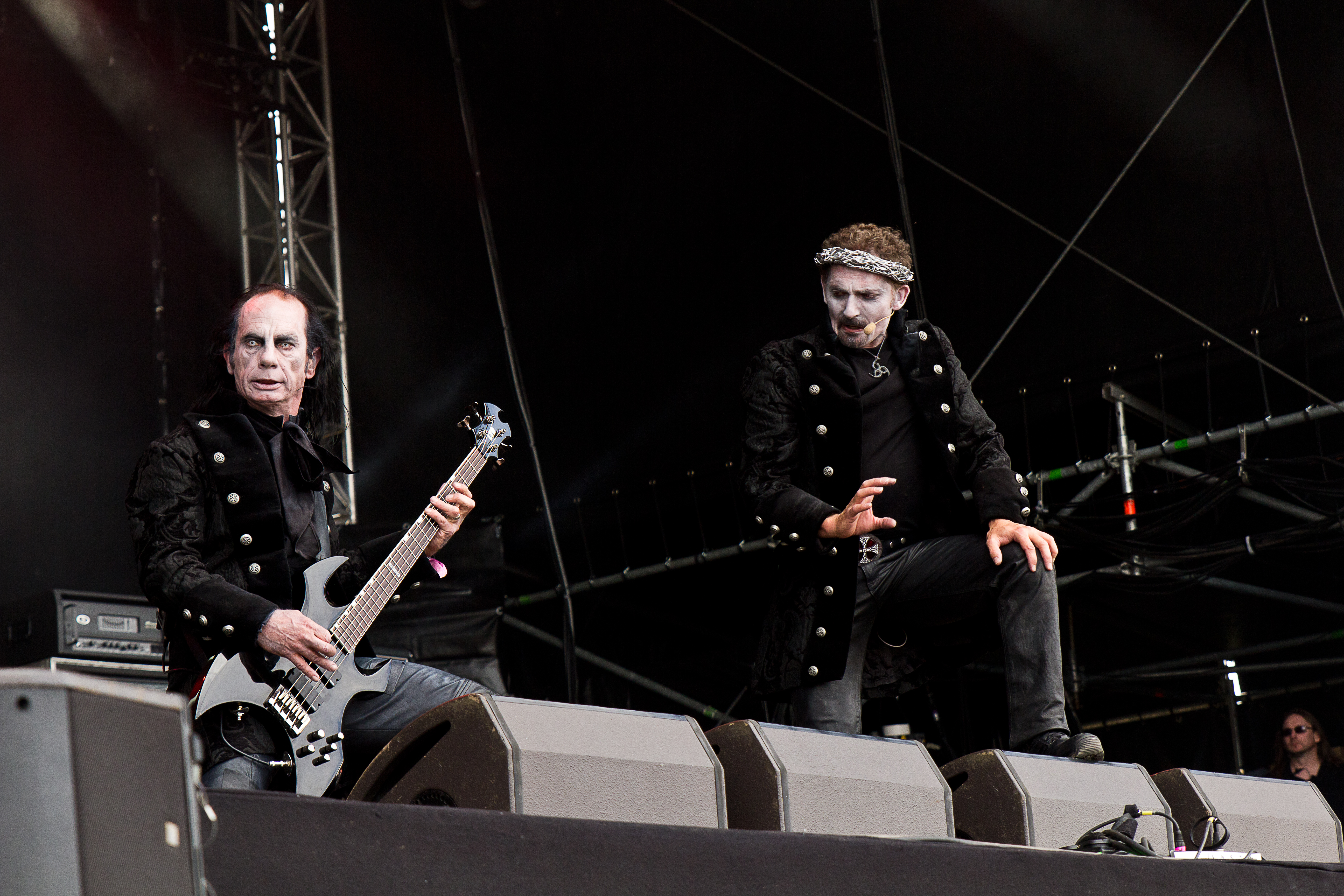
Tony Speakman e David Bower

Con l'inizio del 2013, Kev Bower e Andy Sneap completano le registrazioni del demo per la maggior parte delle canzoni che appariranno sul secondo album della band, prevedendo di iniziare il vero lavoro in studio in primavera. Poiché i brani del demo non erano sufficienti per riempire un disco bonus, la band sceglie di registrare un DVD live come complemento bonus per l'album, registrando uno show della band a Derby, Gran Bretagna, il 23 febbraio 2013. L'evento, di eccezionale portata, mise in mostra anche il set live e i giochi pirotecnici che davano vita alla cosiddetta Church Of Hell, con i fan provenienti da 13 paesi diversi per assistervi. La band suonò come headliner al festival R-Mine Metalfest in Belgio, al Turock Open Air Festival in Germania, all'Hammer Open Air Festival in Finlandia, al Bang Your Head Open Air in Germania ed ebbe un ritorno richiesto al Bloodstock Open Air, viste le richieste pressanti dei fan. Tale contesto permise alla band di vincere nuovamente il premio di "Migliore performance sul palco" dell'evento. In un'intervista del 2013, Andy Sneap dichiarò al giornale Metal Shock in Finlandia che la band sino a quel momento aveva 7 brani pronti e registrati. Kev Bower, di rimando, dichiarò che il successore dell'album di debutto avrebbe avuto un suono più oscuro e d'impatto, senza però perdere le origini del suono della band. Il titolo dell'album, Curse and Chapter, venne annunciato di lì a poco così come la partecipazione al tour Europeo dei Carcass e degli Amon Amarth come gruppo spalla principale.

### Stile musicale e tematiche
Gli Hell sono spesso considerati come una band appartenente alla NWOBHM (New Wave of British Heavy Metal), sebbene la band stessa si discosti volutamente da questa corrente musicale, in quanto la loro ascesa avvenne anni dopo il fenomeno qui citato. Il loro stile incorpora elementi provenienti dal thrash, power, symphonic, gothic, speed, doom e dal black metal, con una mescolanza sapiente dei vari generi e la capacità di rendere i brani uno diverso dall'altro. Le tematiche trattate nei testi spaziano dal lato oscuro della natura umana al disgusto per le religioni organizzate, alieni, prigionia politica, pazzia ed eventi storici come la Morte Nera e la peste bubbonica. Sebbene sia improntato sulle chitarre, il suono della band è ricco di tastiere e campioni di sintetizzatori, per aggiungere profondità ed impeto alle composizioni.  L'approccio compositivo  è spesso poco ortodosso, i brani sono costruiti con numerosi cambi di tempo e molteplici variazioni di accordi e sono pieni di passaggi teatrali e di atmosfera.

## Formazione

### Formazione attuale
- David Bower - voce (2010–oggi)
- Kev Bower - chitarra, tastiere, voce (1982–1987, 2008–oggi)
- Tim Bowler - batteria (1982–1987, 2008–oggi)
- Andy Sneap - chitarra (2008–oggi)
- Tony Speakman - basso (1982–1987, 2008–oggi)

### Ex componenti
- Dave G. Halliday - voce, chitarra (1982–1987)
- Sean Kelley - chitarra (1987)

## Discografia

### Album in studio
- 2011 - Human Remains
- 2013 - Curse and Chapter

### EP
- 2013 - The Age of Nefarious

### Singoli
- 1983 - Save Us from Those Who Would Save Us
- 2011 - Save Us

### Demo
- 1982 - Hell (1982)
- 1982 - Scheming Demons (1982)
- 1982 - Demo 1982 (1982)
- 1986 - Plague and Fyre

### Video
- 1983 - Deathsquad
- 2011 - On Earth as It Is in Hell